# Winkwitz

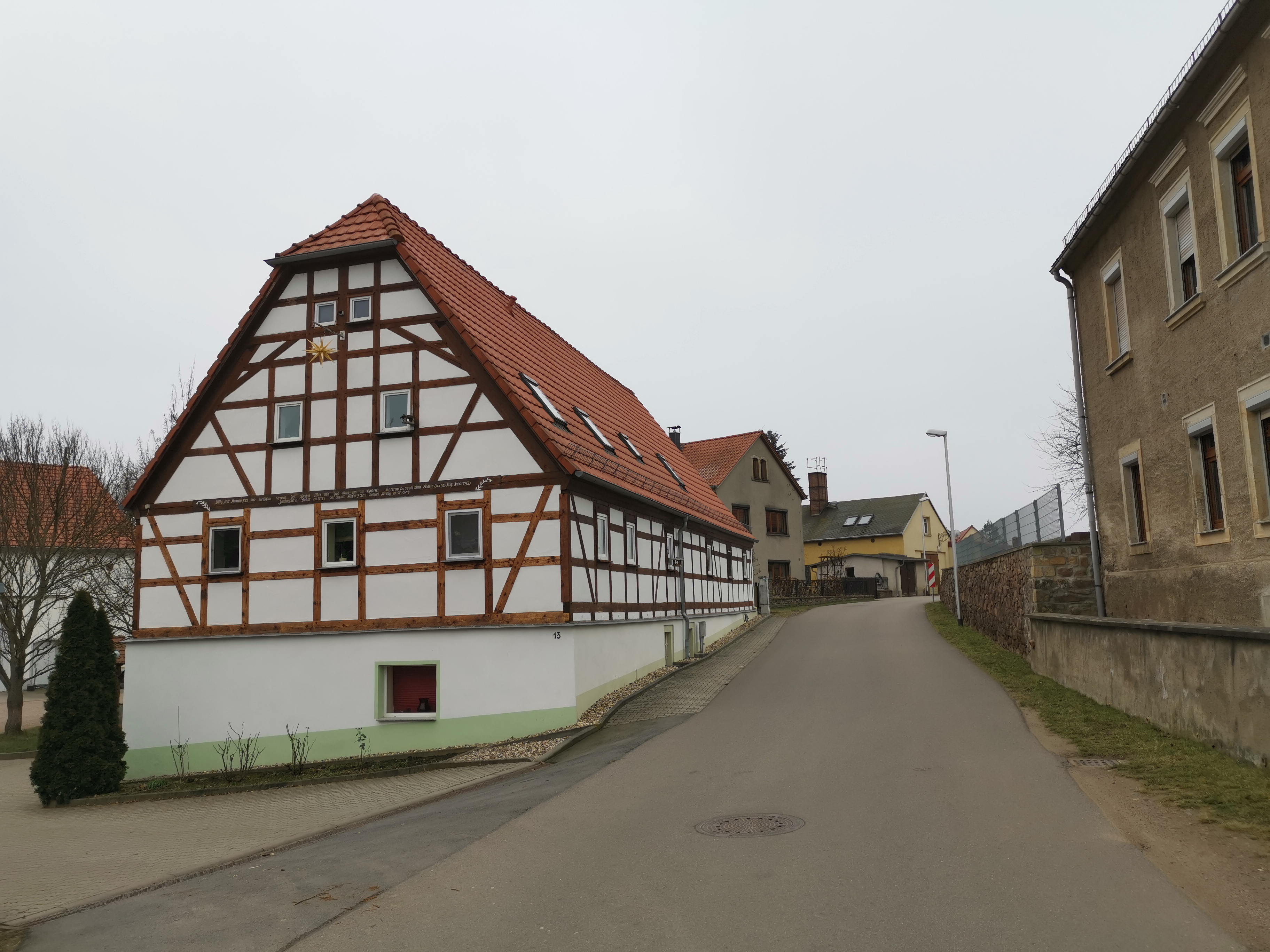
Winkwitzer Straße in Winkwitz

Winkwitz ist ein Ortsteil der sächsischen Großen Kreisstadt Meißen im Landkreis Meißen. Im Jahr 1241 ersterwähnt, wurde der rechtselbische Weinbauort 1994 nach Meißen eingemeindet.

## Geographie

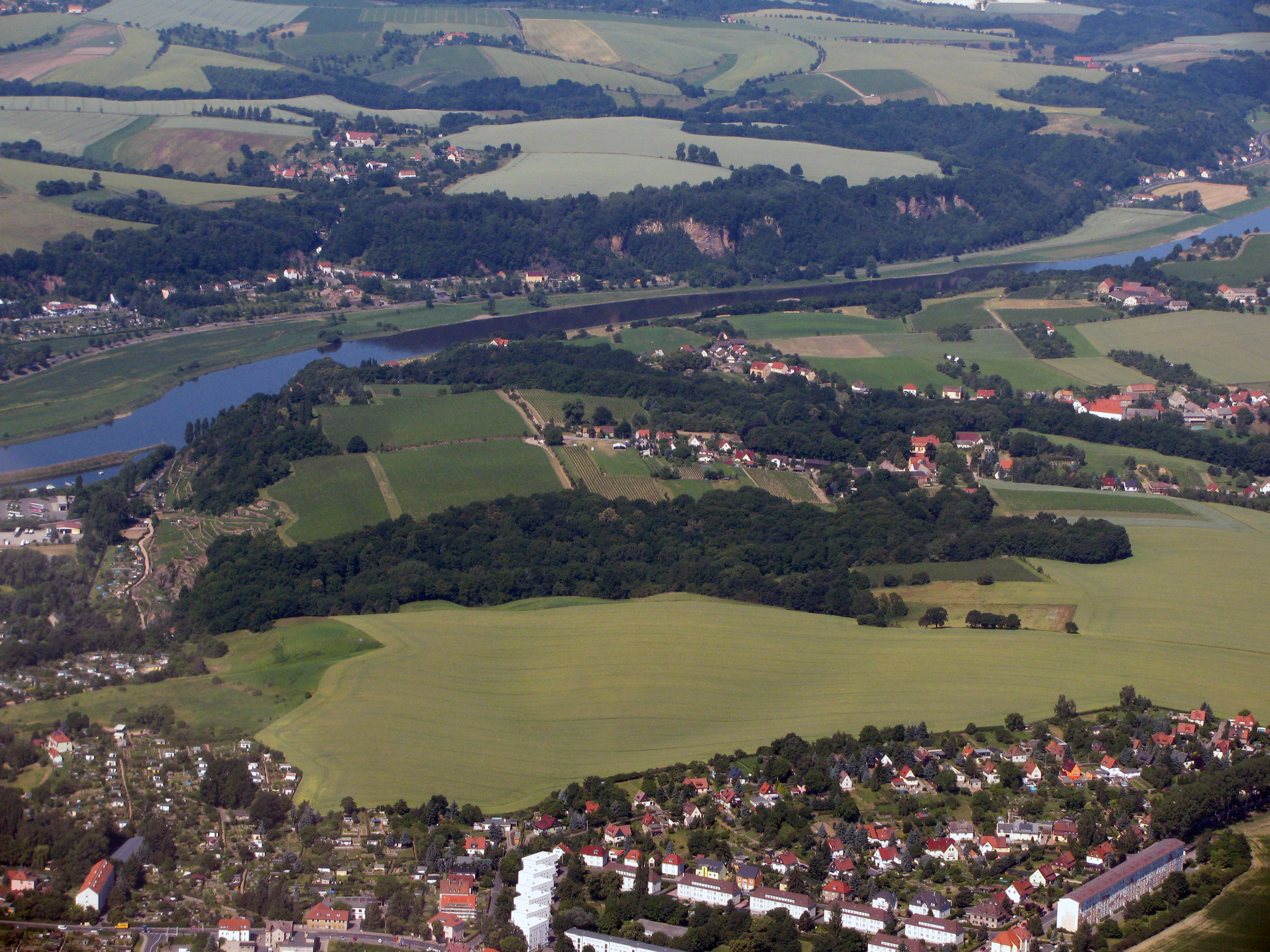
Winkwitz (Bildmitte) aus der Vogelperspektive

Winkwitz befindet sich etwa drei Kilometer nördlich des Meißener Stadtzentrums an der Grenze zur Gemeinde Diera-Zehren. Der Ort liegt auf 150 m ü. NN. Winkwitz ist am östlichen Elbhang gelegen und erstreckt sich entlang des Flussufers sowie oberhalb davon. Östlich des Ortes fließt der in Winkwitz entspringende Knorrbach durch den gleichnamigen Grund und mündet am Hotel „Zur Knorre“ in die Elbe. Der felsige Abhang an dieser Stelle wurde im Volksmund als „Knorre“ bezeichnet. Durch den Bau der rechtselbischen Straße wurde der Hang geteilt, die „Knorre“ ist seitdem ein alleinstehender Felsen. Die „Elbtalstraße“ ist heute als Kreisstraße 8010 klassifiziert und verbindet die Neue Elbebrücke Meißen mit Zadel und Nieschütz. Von der Elbtalstraße ist eine Zufahrt zu den höher gelegenen Teilen des Dorfes genauso möglich wie über die nördlich des Ortes verlaufende Staatsstraße 88. Sie verbindet die Bundesstraße 101 in Meißen mit Diera.
Winkwitz gilt als eines der Elbweindörfer, auch wenn direkt auf Winkwitzer Flur nicht viel Wein angebaut wird. Die Nachbardörfer Proschwitz und Rottewitz verfügen über mehr Anbauflächen. In Winkwitz dagegen überwiegt der Ackerbau. Der Ort bildet eine der 23 Meißener Gemarkungen, deren Abmessungen denen der Gemeinde Winkwitz bis 1939 entsprechen. Die 1,49 km² große Gemarkung grenzt im Norden an Naundörfel. Im Osten schließt sich Proschwitz an. Südlich von Winkwitz liegen die Gemarkung Fischergasse und das  Klostergut zum heiligen Kreuz. Westlich benachbart ist Rottewitz, das wie alle anderen umliegenden Gemarkungen zur Großen Kreisstadt Meißen zählt.

## Geschichte
| Jahr     | Einwohner |
| -------- | --------- |
| 1834     | 137       |
| 1871     | 151       |
| 1890     | 166       |
| 1910     | 255       |
| 1925     | 229       |
| 1939     | 228       |
| 1946     | 542       |
| 1950     | 628       |
| 1964     | 585       |
| 1990     | 440       |
| 1993     | 426       |
| → Meißen |           |

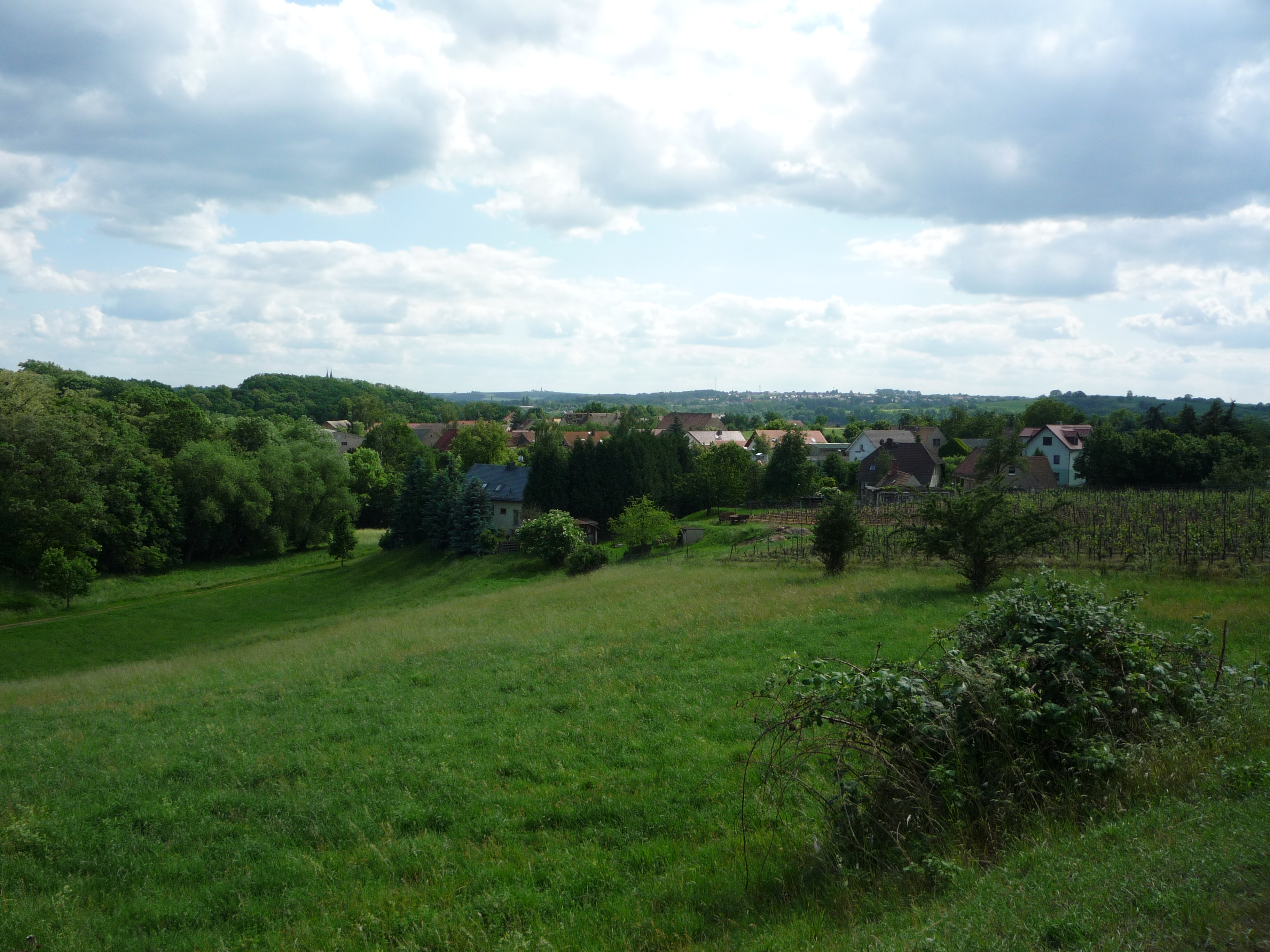
Blick auf Häuser an der Thomas-Müntzer- und Winkwitzer Straße in Winkwitz

Winkwitz wurde im Jahre 1241 das erste Mal als Wingozwiz erwähnt. Der Ortsname stammt von dem slawischen Personennamen In das Jahr 1245 fiel die Nennung von Wigoswitz, später waren auch Wincwiz (1250), Wingozwiz (1277), Winkewitz (1280), Wynkwicz (1325) und Wunckewicz (1525) gebräuchlich. In der Frühen Neuzeit wurde Winkwitz von Meißen aus verwaltet. So gehörte der Ort Mitte des 16. Jahrhunderts bereits zum Erbamt Meißen (anteilig auch zum Amt Oschatz), folgend dann in der Mitte des 19. Jahrhunderts zum Amt Meißen und ab 1856 zum Gerichtsamt Meißen. Ab dem Jahr 1875 oblag die Verwaltung dann der Amtshauptmannschaft Meißen. Bevor Winkwitz 1838 durch die Sächsische Landgemeindeordnung Eigenständigkeit als Landgemeinde erhielt, war der Ort durch das Lehnswesen geprägt. Die Rittergüter Jahnishausen und Seerhausen übten im Jahre 1551 anteilig die Grundherrschaft über zehn besessene Mann und sechs Inwohner aus, zu denen 9 1⁄4 Hufen Land gehörten. Im Jahre 1764 waren die Rittergüter Grundherren von 14 besessenen Mann, zwei Gärtnern sowie einem Häusler. Sie bewirtschafteten noch immer 9 1⁄4 Hufen.
Im Jahr 1900 erstreckte sich um das Gassendorf Winkwitz eine 147 Hektar große gewannähnliche Streifenflur, auf denen die Bewohner der Landwirtschaft und dem Weinbau nachgingen. Winkwitz war schon im 16. Jahrhundert nach Zscheila (heute Meißener Ortsteil) gepfarrt und zählt heute zur Trinitatis-Kirchgemeinde Meißen-Zscheila. Zum 1. Oktober 1939 wurden die vormals selbstständigen Landgemeinden Proschwitz und Rottewitz nach Winkwitz eingegliedert, die neue Gemeinde hatte nun eine Fläche von 4,67 km². Zusammen kamen diese Orte nach dem Zweiten Weltkrieg in die Sowjetische Besatzungszone und später zur DDR. Die historisch gewachsene Zugehörigkeit zu Meißen blieb auch nach der Gebietsreform 1952 erhalten, die Winkwitz mit seinen Ortsteilen dem Kreis Meißen im Bezirk Dresden zuordnete. Das bäuerliche Leben der Gemeinde wurde nun sukzessive nach dem Prinzip der Landwirtschaft in der DDR ausgerichtet. Im Jahr 1959 wurden Straßenbezeichnungen in Winkwitz eingeführt, die Hausnummern an den Straßen lösten die Grundstücksnummern ab. Die Hauptstraße des Dorfes erhielt den Namen „Rosa-Luxemburg-Straße“, seit 1994 heißt sie Winkwitzer Straße.
Nach der Deutschen Wiedervereinigung kam Winkwitz zum wiedergegründeten Freistaat Sachsen. Da die Gemeinde mit ihren rund 430 Einwohnern zu klein war, um weiterhin eigenständig bleiben zu können, wurde sie mit Wirkung zum 1. Januar 1994 nach Meißen eingemeindet. Seitdem bilden Winkwitz, Proschwitz und Rottewitz Ortsteile dieser Stadt. Die folgenden Gebietsreformen in Sachsen ordneten Meißen 1996 dem Landkreis Meißen-Radebeul und 2008 dem Landkreis Meißen zu.

## Mit Winkwitz verbundene Persönlichkeiten
- Heinz Löffler (1913 – 2008), Maler und Grafiker